# Oraesia argyrolampra
Oraesia argyrolampra är en fjärilsart som beskrevs av George Francis Hampson 1926. Oraesia argyrolampra ingår i släktet Oraesia och familjen nattflyn. Inga underarter finns listade i Catalogue of Life.